# Бонифачо Бембо
Бонифачо Бембо (на италиански: Bonifacio Bembo, * ок. 1420 в Бреша, † ок. 1480 в Милано) е североиталиански художник от Ранния ренесанс през 15 век. Той е известен с портретите си ма двора на Миланските херцози.
Баща му Джовани е художник, както и братята му Бенедето и Андреа, и племенникът му Джовани Франческо Бембо.
Той е дворцов художник на фамилията Сфорца в Милано. Запазени са портретите му на херцога на Милано Франческо Сфорца и на неговата съпруга Бианка Мария Висконти от 1462 г. (съхранявани в Пинакотека „Брера“ в Милано). Освен това той рисува фрески в църквата „Сант Агостино“ в Кремона. Украсява Херцогския параклис в Замъка на Сфорците в Милано и в Замъка в Павия (с Винченцо Фопа и Дзането Бугато).
- Портрет на Франческо I Сфорца, ок. 1460, Пинакотека „Брера“, Милано
- Портрет на Бианка Мария Висконти, 1462, Пинакотека „Брера“, Милано
- Фрески в Кастело Сфорцеско, Милано